# Marc Dugain
Pour les articles homonymes, voir Dugain.
Marc Dugain, né le 3 mai 1957 à Dakar au Sénégal, est un romancier et réalisateur français.
Il construit depuis 1999 une œuvre littéraire qui met en avant des personnages allant des gueules cassées de la Première guerre mondiale à Emmanuel Macron, de J. Edgar Hoover et les Kennedy à Joseph Staline et Vladimir Poutine, et qui traite de l'importance de la question environnementale ainsi que de la folie consumériste et de la dictature du numérique.

## Biographie

### Jeunesse et famille
Marc Dugain naît le 3 mai 1957 au Sénégal (alors partie de l'Afrique-Occidentale française), où son père est coopérant.
En 1964, ses parents reviennent en France à Grenoble. Durant son enfance, il accompagne son grand-père maternel (Eugène Fournier) qui travaille alors à la maison des gueules cassées de Moussy-le-Vieux ; un château, qui accueillait les soldats de la Première Guerre mondiale mutilés du visage, sera à l'origine de son premier roman La Chambre des officiers en 1998.
Son père, physicien en physique  nucléaire, est un adepte de Bach et de Mozart, sa mère est diplômée d'HEC. Adolescent, il rêve de devenir chef d'orchestre.

### Formation
Il fait ses études secondaires au lycée Champollion à Grenoble.
Il obtient ensuite un diplôme de l'Institut d'études politiques de Grenoble et un diplôme d'expert-comptable et de commissaire aux comptes,.

### Vie privée
Il se marie en 1980, il est le père de quatre enfants.

## Carrière

### Carrière professionnelle
Il travaille dans la finance au sein du réseau des Caisses d'épargne et crée Ingenor Finance, une société d'ingénierie financière spécialisée dans le financement des moyens de transport. Il est également enseignant et donne des cours de finance à l'EM Lyon Business School,.
Il devient entrepreneur dans l'aéronautique et dirige, notamment en 2000, la compagnie aérienne Proteus Airlines, qui fusionne en 2001 avec Flandre Air et Regional Airlines pour donner naissance à Régional, une nouvelle compagnie filiale de Air France-KLM.

### Carrière littéraire
En 1992, Marc Dugain commence une carrière littéraire en racontant le destin de son grand-père maternel, gueule cassée de la Première Guerre mondiale, dans le roman La Chambre des officiers, et qui le fait connaître. Dès lors, il se consacre entièrement à l'écriture, en traitant de sujets variés. Avant ce premier roman, il n'avait jamais écrit, excepté de nombreuses lettres à son amie d'enfance Fred Vargas.

#### Description de son œuvre
La Chambre des officiers (1998) est un roman sur les soldats défigurés durant la Première Guerre mondiale (gueules cassées). Le jeune lieutenant Adrien, entre les mains des chirurgiens et les soins de son infirmière, commence à s'accepter et amorce son retour à la vie sociale. Le roman est un succès de librairie couronné par une vingtaine de prix littéraires dont le prix des libraires, le prix des Deux Magots et le prix Roger-Nimier,. Il est adapté au cinéma par François Dupeyron en 2001, avec Éric Caravaca, André Dussollier et Sabine Azéma dans les rôles principaux.
Campagne anglaise (2000) analyse la solitude et la quête amoureuse d'un homme d'affaires anglais de quarante ans ; on retrouve ces situations de dépression dans En bas, les nuages (2008), recueil de nouvelles où sept hommes d'aujourd'hui « pataugent dans leur vie » entre solitude et faux-semblants.
Heureux comme Dieu en France (2002) est une classique histoire de résistance, racontée à la première personne, sans autosatisfaction, ou gloriole. Le héros est un jeune communiste poussé naturellement par sa famille vers les maquis, où, dans les premiers temps, il survit difficilement, avant d'organiser des opérations plus ambitieuses, risquant à tout moment d'être capturé. Le titre est la traduction d'une expression proverbiale allemande célèbre.
À partir du début des années 2000, Marc Dugain attire l'attention de la critique avec des romans plus étoffés, se déroulant dans des contextes historiques variés, plus proches de leur période d'écriture : la vie de J. Edgar Hoover, directeur du FBI pendant quarante-huit ans, dans La Malédiction d'Edgar (2005), ou les rouages soviétiques et la catastrophe du sous-marin Koursk sous le gouvernement de Mikhaïl Michoustine, Une exécution ordinaire, de Staline à Poutine (2007), ou encore Avenue des géants qui raconte le destin du tueur en série Edmund Kemper.

### Carrière théâtrale
Marc Dugain présente sa première mise en scène au théâtre de l'Atelier, à Paris en 2011, de la nouvelle Une banale histoire d'Anton Tchekhov, qu'il a lui-même adaptée pour le théâtre. Avec Jean-Pierre Darroussin dans le rôle principal, mais également Alice Carel et Michel Bompoil, il fait preuve d'une fidélité indéniable à l'œuvre de Tchekhov. Sa mise en scène a été généralement saluée par la presse, en dépit de quelques critiques qui lui reprochent un certain académisme. Ici encore, il montre son intérêt pour l'association de domaines artistiques différents.

## Publications
- La Chambre des officiers, éditions Jean-Claude Lattès, 1998 – Vingt prix littéraires dont le prix des libraires, le prix des Deux Magots, le prix Roger-Nimier et Prix René-Fallet 1999[12]
- Campagne anglaise, 2000
- Heureux comme Dieu en France, 2002
- La Malédiction d'Edgar, éditions Gallimard, 2005
- En collaboration avec Thomas Goisque, Souss Massa Drâa, l'étoile du sud marocain, éditions Gallimard, 2005
- Une exécution ordinaire, Gallimard, 2007, Grand Prix RTL Lire 2007
- En bas, les nuages (recueil de nouvelles), éditions Flammarion, 2008
- L'Insomnie des étoiles, Gallimard, 2010 – prix du roman historique des Rendez-vous de l'Histoire de Blois 2011[13]

- Avenue des géants, Gallimard, 2012
- Trilogie politique L'Emprise :
  - L'Emprise, Gallimard, 2014
  - Quinquennat, Gallimard, 2015
  - Ultime Partie, Gallimard, 2016
- L'Homme nu. La dictature invisible du numérique (avec Christophe Labbé), éditions Robert Laffont et Plon, 2016.  (ISBN 978-2-259-22779-7)
- Participation à l'ouvrage collectif Qu'est-ce que la gauche ?, Fayard, 2017
- Ils vont tuer Robert Kennedy, Gallimard, 2017
- Intérieur jour, Robert Laffont, 2018
- Transparence, Gallimard, 2019, un roman d’anticipation[14]
- La Volonté, Gallimard, 2021. Portrait de son père.
- Conter les moutons, J.C. Lattès, 2022
- Paysages trompeurs, Gallimard, 2022, 240 p.  (ISBN 9782072891021)
- L'Homme sans contact (avec Christophe Labbé), éditions de l'Observatoire, 2022.  (ISBN 979-10-329-1838-8). Suite de L'Homme nu.
- Tsunami, éditions Albin Michel, 2023. Roman d'anticipation politique[15].
- L'orgie capitaliste, Allary Éditions, 2024. Entretiens avec Adrien Rivierre.  (ISBN 9782370734808)
- L' avion, Poutine, l'Amérique... et moi, éditions Albin Michel, 2024
- Légitime violence, éditions Albin Michel, octobre 2025

## Filmographie

### Comme réalisateur
- 2010 : Une exécution ordinaire, adapté de la première partie de son roman homonyme, avec André Dussollier, Marina Hands et Édouard Baer
- 2011 : La Bonté des femmes, coréalisé avec Yves Angelo, avec André Dussollier (téléfilm)
- 2013 : La Malédiction d'Edgar (téléfilm)
- 2017 : L'Échange des princesses, adaptation du roman homonyme de Chantal Thomas
- 2021 : Eugénie Grandet, adaptation libre du roman homonyme d'Honoré de Balzac

### Adaptation de ses œuvres par des tiers
- 2001 : La Chambre des officiers de François Dupeyron, avec Éric Caravaca, Denis Podalydès, Sabine Azéma et André Dussollier

## Bande dessinée

### Scénariste
- La Malédiction d'Edgar, dessins de Didier Chardez, en trois tomes, Casterman, 2007

## Mise en scène
- 2011 : Une banale histoire d'Anton Tchekhov, Théâtre de l'Atelier

## Affaire du vol MH370
Au sujet de cet avion disparu de la Malaysia Airlines, Marc Dugain émet l'hypothèse que l'avion aurait été abattu par une mission sol-air menée par la base militaire américaine de Diego Garcia après l'avoir approchée d'un peu trop près. Bien qu'aucune preuve n'étaye sa théorie, il a reçu des menaces à la suite de ses affirmations,,.